# Silly (Bèlgica)
Silly (en való Ch’li, neerlandès Opzullik) és un municipi belga de la província d'Hainaut a la regió valona. Està situada en un triangle amb les viles d'Ath, Enghien i Soignies. Està compost per les seccions de Silly, Bassilly, Fouleng, Gondregnies, Graty, Hellebecq, Hoves i Thoricourt.